# Museo Regional Rada Tilly
Museo Regional Rada Tilly o Museo Regional de Rada Tilly es un espacio cultural ubicado en el centro de la ciudad de Rada Tilly, Chubut Argentina. El museo está dedicado a la paleontología, arqueología y etnohistoria.
Cumple la función de ser un espacio cultural-recreativo ya que se abre a distintas muestras artísticas y talleres para la comunidad.

## Toponimia
Debe su nombre a las variadas temáticas científicas centradas en la Patagonia argentina. El nombre de Rada Tilly además de referirse a la localidad que lo alberga lo ayuda a diferenciarse del vecino Museo Regional Patagónico Profesor Antonio Garcés. Este está emplazado en la ciudad de Comodoro y  es apodado Museo Regional.

## Historia
El museo fue abierto a la comunidad el27 de febrero de 1987.
Desde el año 2005 las salas tuvieron la implementación del sistema Braille; ampliando el museo su llegada a la comunidad.
La institución logró un convenio con la Universidad Nacional de la Patagonia para la formación de estudiantes de las carreras de turismo universitarios que ayudan en las tareas.
El 24 de noviembre de 2022 el museo vivió una renovación que transformó sus alrededores en un espacio verde para la recreación de la comunidad. La obra incluyó demolición de cercos, construcción de veredas, creación de un espacio central para espectáculos, bancos y sistema de riego.
Entre otros datos el museo comparte predio con el Archivo Histórico de la municipalidad que reúne material creado en los años 1950 concerniente a fotografías y documentos vinculados con la historia de la comunidad con material recopilado y registrado por el personal del archivo o donado por las familias residentes.

## Exposición
El Museo cuenta con cinco salas y recibe público de todas las edades: alumnos de escuelas de nivel inicial, primario, secundario y universitarios, turistas nacionales e internacionales. La institución está dividida en áreas: Extensión Pedagógica (desarrolla diversas estrategias para convertir al museo en una proyección del aula escolar) Y Área de Investigación Arqueológica (a cargo de profesionales que ejecutan proyectos multidisciplinarios y realizan diversos trabajos de estudio e investigación en varias provincias patagónicas).
Su principal función es resguardar el patrimonio regional y la historia de los primeros moradores de la región patagónica. Gira en torno a las temáticas paleontológicas, etnohistóricas y arqueológicas. Para este fin, el museo ofrece un pequeño recorrido auto-guiado donde el visitante inicia su viaje al pasado a través de una colección de fósiles pertenecientes a distintas eras geológicas que alberga fósiles marinos y terrestres, vestigios del antiguo sistema ambiental patagónico. En tanto, la segunda de sus salas esta centrada en la arqueológica con piezas de más de 13.000 años de antigüedad, que fueron encontradas en la zona y pertenecen a grupos de cazadores-recolectores; albergando restos materiales y culturales de hace aproximadamente 13.000. Asimismo, en este recorrido se puede deslumbrar las salas tercera y cuarta que recrean los ecosistemas marino y terrestre en la actualidad; que además recrea el ambiente natural de la costa y la meseta patagónica austral con taxidermia. La última sala anexa está comprendida por la “Cueva de Felinos” donde se experimenta la reproducción del arte rupestre patagónico de antaño hallado en la zona conocida como Cañadón de las Cuevas en la meseta central de la provincia de Santa Cruz, a 180 kilómetros de Gobernador Gregores. La cueva cautiva porque contiene las siluetas de cuatro felinos, dos en cada pared, que podrían ser yaguaretés dadas sus formas y colores y en la pared del fondo de esta cueva también hay gran cantidad de diversas manso plasmadas.
El museo es descripto por los turistas y visitantes como un espació pequeño, pero muy interesante que sorprende con su propuesta.

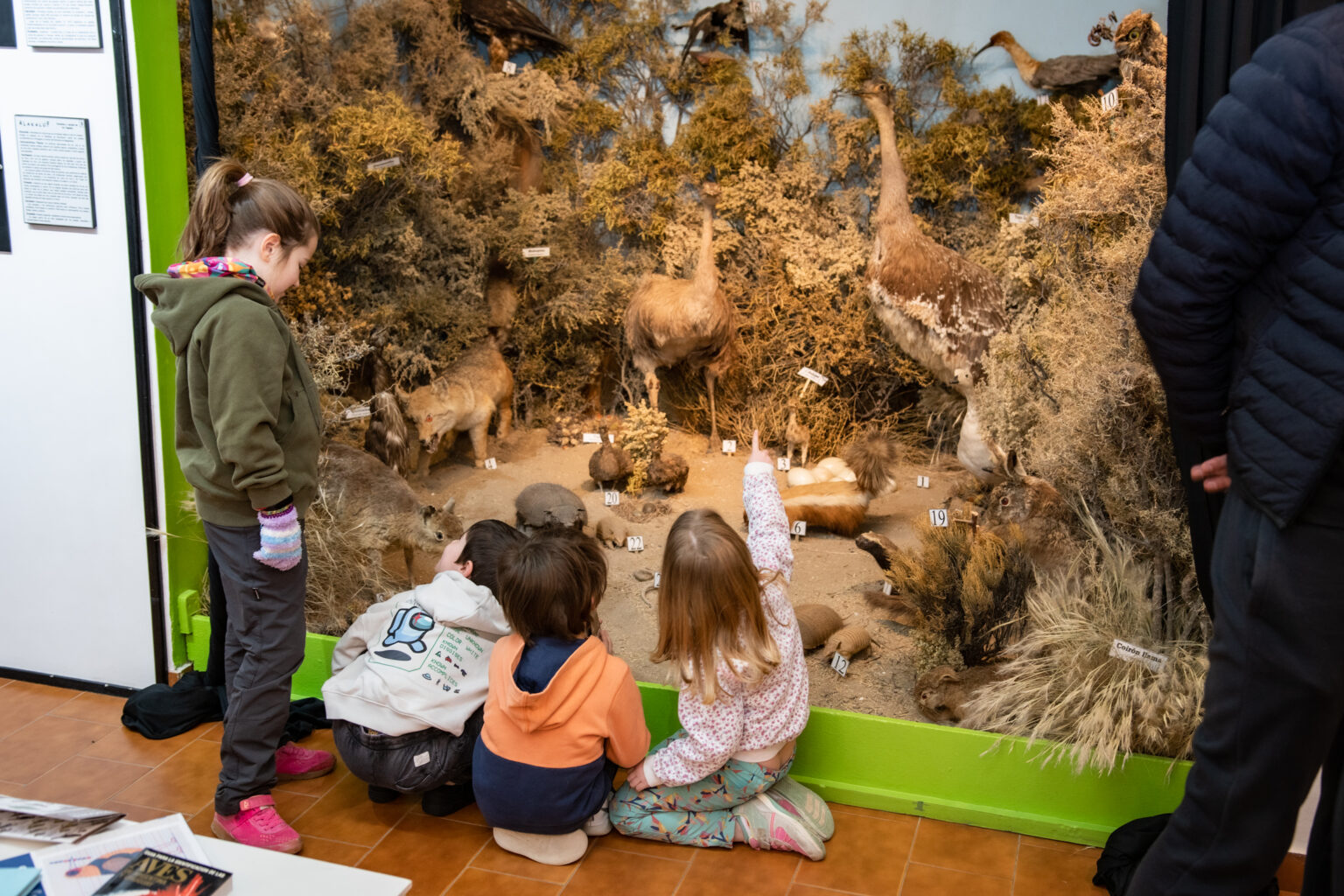
Muestra de biología patagónica con niños en una actividad recreativa cultural.